# Penthilos fils d’Oreste
Dans la mythologie grecque, Penthilos ou Penthile (en grec ancien Πενθίλος / Penthílos) est le fils d’Oreste et de sa demi-sœur Érigone.
Penthilos s’empara de l’île de Lesbos, où une ville se nomma Penthile d’après son nom.
Les auteurs lui citent deux fils : Échélaos (ou Échélas, ou encore Archélaos) et Damasias.

## Sources antiques
- Pausanias, Description de la Grèce [détail des éditions] [lire en ligne] (II, 18, 6 ; III, 2, 1 ; V, 4, 3 ; VII, 6, 2).
- Tzétzès, sur Lycophron (v. 1374).
- Eusèbe de Césarée, Chronique (I, 180 et 181).
- Scholie à Euripide, Rhésos (v. 248).
- Strabon, Géographie [détail des éditions] [lire en ligne] (IX, 2, 5 ; X, 1, 8 ; XIII, 1, 3).
- Plutarque, Le Banquet des sept Sages (20).
- Étienne de Byzance, Ethniques [détail des éditions] (entrée Πενθίλη).